# 相生市立中央小学校
相生市立中央小学校（あいおいしりつ ちゅうおうしょうがっこう）は、兵庫県相生市旭にある公立小学校。2020年（令和2年）5月1日現在の児童数は320名。

## 沿革
- 1979年（昭和54年）
  - 2月20日 - 相生市は、校名を「中央小学校」と決定。
  - 3月14日 - 校舎新築工事に着工。
- 1980年（昭和55年）
  - 2月26日 - 校章制定。
  - 2月29日 - 第1棟校舎完成。
  - 3月20日 - 通学路歩道橋完成。
  - 4月1日 - 開校。
  - 6月6日 - この日を開校記念日（議会承認日）と定める。
  - 8月1日 - 第2棟校舎・第3棟校舎工事着工。
  - 10月14日 - 体育館建設工事着工。
- 1981年（昭和56年）
  - 3月18日 - 第2棟校舎・第3棟校舎・体育館竣工。
  - 3月23日 - 校旗の新調披露。
  - 3月25日 - 旭小学校を統合、移転作業実施。
  - 9月27日 - 校歌制定。
- 1982年（昭和57年）
  - 2月27日 - 藤棚完成。
  - 11月10日 - ゆとりの広場完成。
- 1984年（昭和59年）11月2日 - 小鳥飼育舎と岩石園完成。
- 1989年（平成元年）6月4日 - 創立10周年記念式典挙行。ペーロン船体験乗船。
- 1991年（平成3年）10月4日 - シンボルマーク「もりもり君」決定。
- 1993年（平成5年）10月4日 - パソコン21台設置。
- 1994年（平成6年）9月5日 - ランチルーム設置。
- 1995年（平成7年）
  - 1月23日 - 同年1月17日早朝に発生した兵庫県南部地震（阪神大震災）被災した児童の受け入れ始まる。
  - 11月6日 - ランチガーデン給食開始。
- 1998年（平成10年）
  - 7月7日 - 中央幼稚園建築に伴い、「ゆとりの広場」等の移設開始。
  - 8月31日 - 鉄棒、すべり台、ブランコの設置完了。
- 1999年（平成11年）
  - 6月6日 - 開校20周年と中央幼稚園開園記念の両式典挙行。同日、開校20周年記念並びに中央幼稚園開園記念運動会開催。
  - 6月20日 - 障害児学級改修工事（情緒障害児学級）。
  - 8月18日 - 南校舎廊下滑り止め工事。
- 2001年（平成13年）3月3日 - ファミリーハイキング。
- 2004年（平成16年）7月6日 - 第1回オープンスクール開催。
- 2005年（平成17年）8月31日 - 中央幼稚園への通路完成。
- 2009年（平成21年）11月1日 - 創立30周年記念行事開催。

### この節の出典
- 中央小学校沿革（相生市ホームページ内）

## 通学区域
- 本郷町、大石町、陸本町、栄町、垣内町、菅原町、ひかりが丘、山手（1丁目・2丁目）、旭（1丁目～6丁目）、相生（309番地1号・313番地・5344番地4号・5349番地23号・5349番地29号・5354番地16号）[2]

## アクセス
- ウエスト神姫「旭橋」バス停から、徒歩約380m・約6分。
- JR山陽新幹線・山陽本線・赤穂線相生駅から、
  - 上述の路線バスに乗車し、「旭橋」バス停下車後、徒歩。
  - 徒歩で、約1.1km・約17分。

## 学校周辺
- 圓覚院
- 旭配水池
- 相生郵便局

## 通学区域が隣接している学校
- 相生市立双葉小学校
- 相生市立相生小学校
- 相生市立青葉台小学校 （海を挟んで隣接。）
- 相生市立那波小学校
- たつの市立揖西西小学校